# وارطان آجمیان
وارطان آجمیان (ارمنی: Վարդան Մկրտչի Աճեմյան؛ ۱۵ سپتامبر ۱۹۰۵ – ۲۴ ژانویهٔ ۱۹۷۷) بازیگر و کارگردان تئاتر اهل ارمنستان بود، از وی فیلم‌های خاطره‌انگیزی به جای مانده‌است.

## زندگی‌نامه
وی در ۱۵ سپتامبر [سبک قدیمی: ۲ سپتامبر] ۱۹۰۵ در وان به دنیا آمد و از فارغ‌التحصیل گشت. وی همچنین برندهٔ جوایزی همچون نشان لنین، جایزه هنرمند مردمی اتحاد جماهیر شوروی و هنرمند مردمی ارمنستان شوروی شده‌است. وی در ۲۴ ژانویهٔ ۱۹۷۷ در سن ۷۱ سالگی در ایروان درگذشت و در پانتئون کومیتاس به خاک سپرده شد.

## جوایز
- جایزه هنرمند مردمی اتحاد جماهیر شوروی (۱۹۶۵)
- قهرمان کار سوسیالیست (۱۹۷۵)

## نگارخانه

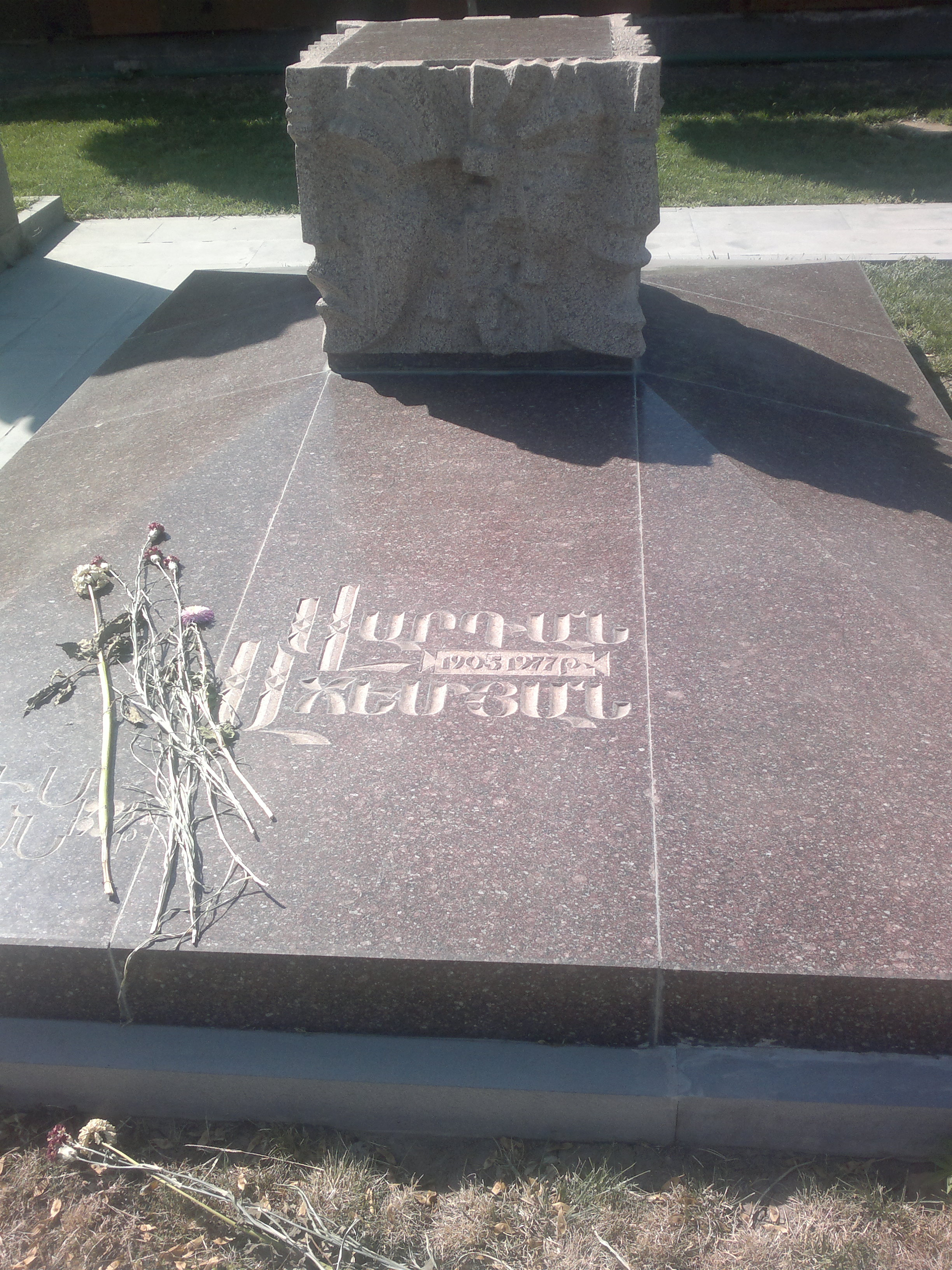
مزار در پانتئون کومیتاس
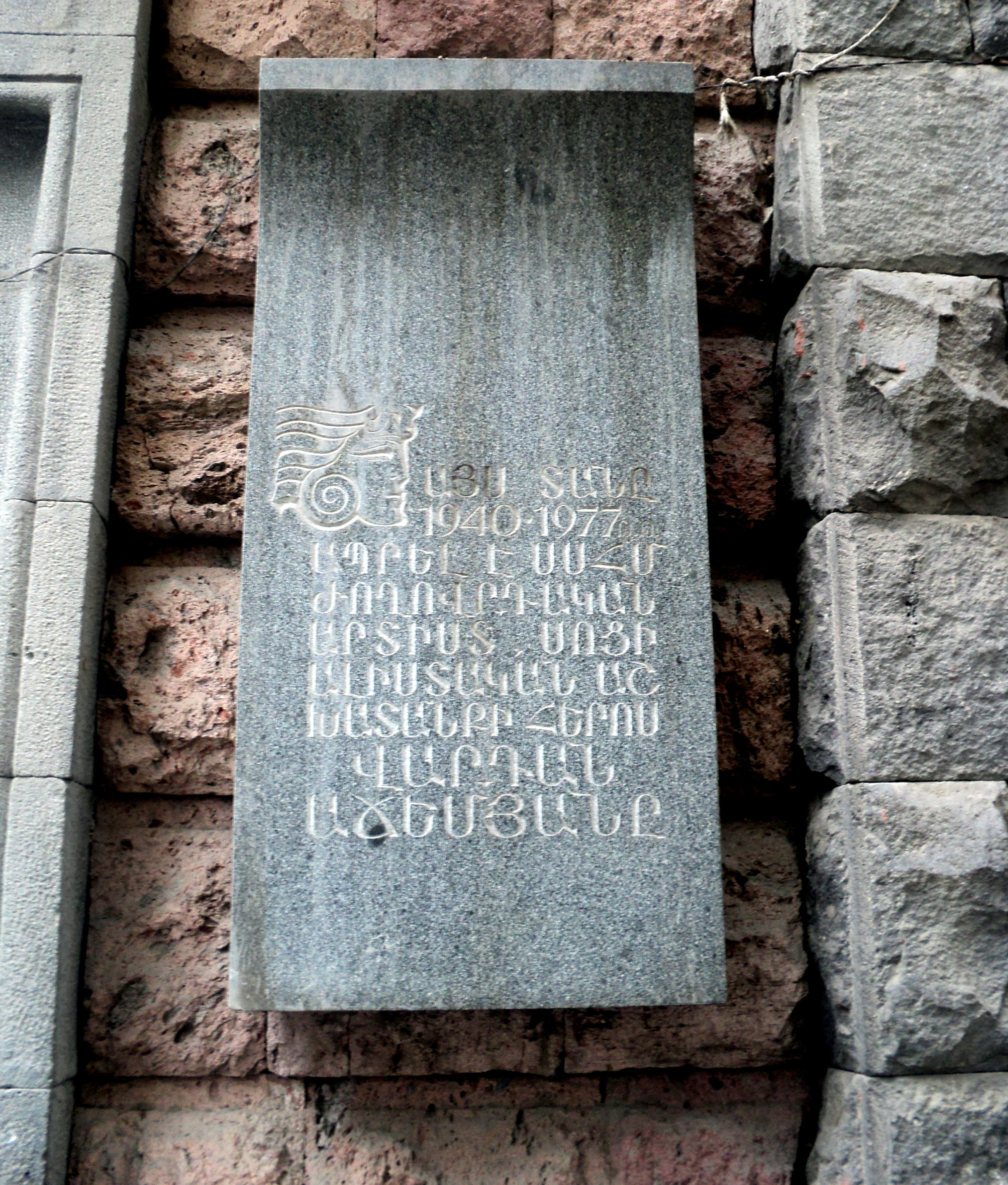
پلاک یادبود